# Antoine Spire
Antoine Spire (Parigi, 31 marzo 1946) è un giornalista francese.
È stato direttore del Dipartimento di ricerca in scienze umane presso l'Istituto nazionale del cancro ("Institut national du cancer").
È anche facilitatore e coordinatore di conferenze nazionali e incontri culturali. È consulente editoriale del quotidiano Le Monde, Le Monde de l'éducation, giornalista di La Vie e collabora con diverse pubblicazioni dell'associazione.
Autore di libri, ha partecipato anche a numerose opere divulgative realizzate in collaborazione con intellettuali quali Pierre Bourdieu, Jacques Derrida, George Steiner, Edgar Morin.
Antoine Spire è laureato presso l'HEC Paris.